# Plexaura arbuscula
Plexaura arbuscula är en korallart som beskrevs av Duchassaing 1850. Plexaura arbuscula ingår i släktet Plexaura och familjen Plexauridae. Inga underarter finns listade i Catalogue of Life.